# 군납비리
군납비리(軍納非利)는 대한민국 군대의 고질적인 문제점 중 하나이다. 각종 군수물자에 터무니없는 가격을 씌워 군 부대에 입찰하는 방식을 이용한 군납업자들은 국방부를 상대로 폭리를 취해왔다. 주로 군납업자와 국방부 군수담당실무자들 사이에 로비로 인해 발생되는 것이 군납비리이며 군납업자가 자기네 회사 물품을 구매하는 조건으로 국방부의 군수담당실무자에게 뇌물을 수수하고 군납업자들은 터무니없이 높은 가격으로 국방부에 자신들의 물건을 매각한다.
2011년에 국방부는 4GB용량의 USB 메모리 스틱을 개당 95만원에 입찰하여 크게 물의를 빚었는데 그 이후 국방부는 군납비리로 적발된 업체와 또다시 8200억원 규모의 계약을 성사시켜 문제가 되고 있다.

## 군수물자 예산 책정과정
- 대한민국의 경우 군수물자에 대한 예산을 책정할 때 아무런 사전 검증없이 대충 쓰고 남을 정도의 거액을 배분한다. 이 때문에 국방부의 군수관련 실무자들은 이 액수의 금액을 모두 소비해야만 하며 장부에 금액이 남았다고 적을 수가 없다. 만약 얼마 남았다고 장부에 기록할 경우 다음 분기 예산에는 그 액수만큼 삭감되기 때문이다.[3]

- 미국의 경우 군수물자에 대한 예산을 책정할 때 사전에 감찰담당자가 와서 군수업자들을 상대로 시장조사를 한다. 주로 제조단가라든가 인건비, 운송비 등 종합적인 단가를 책정한다. 그 이후 감찰담당자가 보고하는 금액으로 예산을 내려준다. 이렇게 되기 때문에 미국의 군수물자예산은 남는 금액도 부족한 금액도 발생할 수가 없다.

## 같이 보기
- 대한민국 국방부
- 대한민국의 병역 제도